# Johan Thorenberg
Johan Ludvig Thorenberg, född 2 oktober 1889 i Kvänums församling, Skaraborgs län, död 10 mars 1988 i Lidköping, var en svensk målare.
Han var son till lantbrukaren Svante Johansson (Thorenberg) och Anna-Kajsa Persson och från 1943 gift med Dolly Inga Malmros. Thorenberg utbildade sig först till yrkesmålare och dekorationsmålare vid bland annat Tekniska skolans aftonkurser och arbetade därefter fram till 1917 som yrkesmålare innan han fortsatte sina studier i Köpenhamn. Han studerade även kortare tider vid Valands målarskola i Göteborg och vid Althins målarskola i Stockholm innan han antogs som elev till Oscar Björck och Olle Hjortsberg vid Kungliga konsthögskolan 1919–1923. Därefter följde ett stort antal studieresor till bland annat Nederländerna, Tyskland, Italien och Belgien. På Historiska museets arbetade han 1922–1923 med att ta fram överkalkade takmålningar på Läckö slott och samtidigt mäta upp och överföra till kopior. Till Världsutställningen 1925 i Paris var han en av de konstnärer som fick förtroende att dekorera Svenska paviljongen. Han debuterade i en utställning i Uppsala och blev därmed inbjuden som medlem i Uppsalagruppen som genomförde två grupputställningar på Liljevalchs konsthall i slutet av 1920-talet. Separat ställde han bland annat ut i Göteborg, Örebro, Borås, Jönköping och Kvänum. Under 1920-talen och 1930-talen medverkade han i Sveriges allmänna konstförenings salonger som visades på Liljevalchs eller Konstakademien. Hans konst består av stilleben, porträtt. realistiskt tolkade landskapsmålningar från Norrland, Bohuslän men framför allt hembygdens Västgötaslätt. Thorenberg är representerad vid Skara museum och Borås konstmuseum. 